# Jättestensskolan
Jättestensskolan är en grundskola i primärområdet Jättesten i stadsdelen Kyrkbyn på Hisingen i Göteborg. Skolan tillhör grundskoleförvaltningen, och har ungefär 600 elever.

## Arktitektur
Skolan ritades av arkitekterna Sven Brolid och Jan Wallinder och byggdes 1957. Skolans formspråk är inspirerat av 1930-talets funktionalism men har lite mer lekfulla former.
Skolbyggnaden är sammansatt av flera olika former. En del som är lång och veckad, där klassrummen finns, och en som både består av en rak och av en cirkelrund del (bland annat skolmatsalen, Bamba). Mellan dessa ligger skolgården.
Trapphusen har en mörkare färg och andra fönster. Entréerna skjuter ut från skolbyggnaden. Båda byggnaderna har ljusa och slätputsade fasader med fönstren i långa rader. Alla byggnader utom en har platta tak.
Skolan är k-märkt och ingår i Göteborgs kommuns program för att bevara kulturhistoriskt värdefulla byggnader.
Delar av filmen om Kalle Vrånglebäck spelades in här på 1970-talet.